# Frederika Dorotea Bádenská
Frederika Dorotea (německy Friederike Dorothea Prinzessin von Baden) (12. března 1781, Karlsruhe – 25. září 1826, Lausanne) byla rodem bádenská princezna a jako manželka švédského krále Gustava IV. Adolfa švédská královna.

## Biografie

### Bádenská princezna
Frederika byla čtvrtým ze sedmi dětí bádenského knížete Karla Ludvíka a jeho ženy Amálie Frederiky von Hessen-Darmstadt. Princezna byla vychovávána v izolaci od vnějšího světa, vyrůstala ve vřelém a intimním rodinném prostředí. Její starší sestra Karolína se stala bavorskou královnou, další Luisa ruskou carevnou Jelizavetou Alexejevnou, mladší sestra Vilemína hesenskou velkovévodkyní. Frederika měla teprve deset let, když se rozhodovalo o její budoucnosti: v té době Kateřina Veliká, ruská carevna, hledala nevěstu pro svého nejstaršího vnuka Alexandra, budoucího ruského cara, a svou pozornost obrátila na dvě bádenské princezny. Když o nich od svého emisara hraběte Rumjanceva, který dva roky princezny v Karlsruhe pozoroval, dostala pozitivní informace, pozvala Frederiku a její starší sestru Luisu do Ruska. V roce 1792 obě sestry přibyly do Petrohradu, zde volba nakonec padla na Luisu.

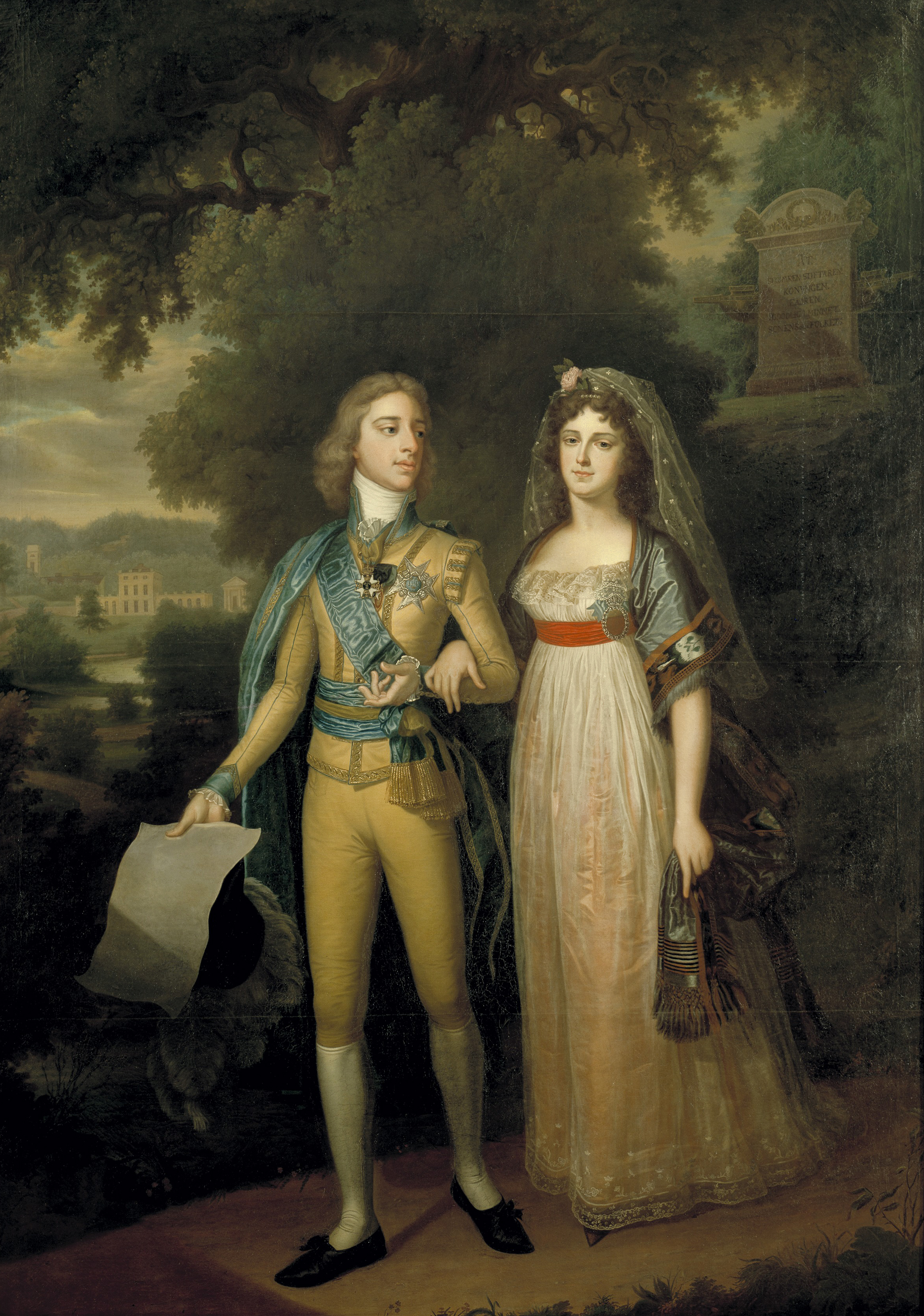
Frederika Dorotea a její manžel, švédský král Gustav IV. Adolf

### Švédská královna
V roce 1797 se v Lipsku zasnoubila se švédským králem Gustavem IV. Adolfem, sňatek byl uzavřen 31. října téhož roku ve Stockholmu. Švédskou královnou byla Frederika Dorotea korunována roku 1800. Manželství bylo šťastné a král, na rozdíl od svého otce, se plně věnoval manželskému životu. Společně uskutečnili dlouhou cestu do zahraničí v letech 1803–1805. Z manželství vzešlo pět dětí:
- 1. Gustav (9. 11. 1799 Stockholm – 4. 8. 1877 Drážďany), švédský korunní prinɕ, polní podmaršálek, pretendent švédského trůnu
  - ⚭ 1830 Luisa Amélie Bádenská (5. 6. 1811 Schwetzingen – 19. 7. 1854 Karlsruhe)
- 2. Žofie Vilemína (21. 5. 1801 Stockholm – 6. 7. 1865 Karlsruhe)
  - ⚭ 1819 Leopold Bádenský (29. 8. 1790 Karlsruhe – 24. 4. 1852 tamtéž), velkovévoda bádenský od roku 1830 až do své smrti
- 3. Karl Gustav (2. 12. 1802 – 10. 9. 1805)
- 4. Amálie Marie Šarlota (22. 2. 1805 Stockholm – 31. 8. 1853 Oldenburg), svobodná a bezdětná
- 5. Cecilie (22. 6. 1807 Stockholm – 27. 1. 1844 Oldenburg)
  - ⚭ 1831 August I. Oldenburský (13. 7. 1783 Rastede – 27. 2. 1853 Oldenburg), velkovévoda oldenburský od roku 1829 až do své smrti

Život vně manželství se však šťastně neodvíjel. Jejich osudy byly – jako ostatně osudy celé Evropy – těžce zasaženy napoleonskými válkami. V roce 1809 po porážce ve finské válce ztratilo Švédsko Finsko, což vážně poškodilo královu popularitu: když se Rusko stalo spojencem Napoleona, mělo se i Švédsko zavázat přerušit vztahy s Anglií a připojit se ke kontinentální blokádě. Gustav IV. Adolf však byl zapřisáhlým odpůrcem Napoleona a k Rusku se nepřipojil. Nato v únoru roku 1809 ruská vojska vtrhla do Finska, v březnu válku vyhlásily též Dánsko a Prusko. Válka skončila naprostou porážkou Švédska, které v září 1809 bylo nuceno uzavřít Fredrikshamnský mír, po němž muselo odstoupit Rusku celé Finsko. V průběhu války Gustav Adolf, nehledě na neúspěchy, úporně odmítal uzavření míru a svolání riksdagu (parlamentu). Osobně vedl nepopulární válečnou daň a k tomu urazil na 120 gardových důstojníků z významných rodin, když je za zbabělost v boji degradoval na armádní důstojníky. V okolí krále dozrávala myšlenka zbavit ho vlády.
V zimě na přelomu let 1808–1809 opoziční skupiny začaly vypracovávat plán na svržení Gustava Adolfa, který byl realizován 13. března 1809, kdy byl král zajat a uvězněn. Král chtěl udržet korunu pro syna, proto se 29. března vzdal trůnu, 10. května však Riksdag vyhlásil, že on i všichni jeho potomci pozbývají práva usednout na švédský trůn. Byl mu ponechán jeho osobní majetek a stanovena doživotní renta. Na trůn nastoupil jeho strýc – bratr jeho otce Karel XIII., místo něhož však fakticky vládl napoleonský generál Jean-Baptiste Bernadotte, který se po Karlově smrti stal švédským králem (Karel XIV.), založiv tak dodnes panující dynastii Bernadotte.

### Život po ztrátě trůnu
V prosinci 1809 královská rodina odjela s krátkou zastávkou v Kodani do Bádenska, Frederičiny rodné země. Zde vztahy mezi manžely ochladly a v roce 1810 se rozešli; oficiální rozvod se uskutečnil v roce 1812.
Po rozvodu Frederika Dorotea odcestovala do Stockholmu, kde se měla uzavřít tajný sňatek s vychovatelem svégho syna, baronem J.N.G de Polier-Vernlandem. Hodně cestovala, a to pod jménem hraběnka Itterburg. Zemřela v důsledku srdečně-cévního onemocnění cestou do Itálie v Lausanne 25. září roku 1826. K poslednímu odpočinku byla uložena do rodinné hrobky bádenské dynastie v kolegiátním kostele v Pforzheimu.

## Vývod z předků
|                            |                                      |  |                                     |                                           |  |  |  |  |  |  |  | Karel Vilém Bádensko-Durlašský |
|                            |                                      |  |                                     |                                           |  |  |  |  |  |  |  |                                |
|                            | Fridrich Bádensko-Durlašský          |  |                                     |                                           |  |  |  |  |  |  |  |                                |
|                            |                                      |  |                                     |                                           |  |  |  |  |  |  |  |                                |
|                            |                                      |  |                                     | Magdalena Vilemína Württemberská          |  |  |  |  |  |  |  |                                |
|                            |                                      |  |                                     |                                           |  |  |  |  |  |  |  |                                |
|                            | Karel Fridrich Bádenský              |  |                                     |                                           |  |  |  |  |  |  |  |                                |
|                            |                                      |  |                                     |                                           |  |  |  |  |  |  |  |                                |
|                            |                                      |  |                                     | Jan Vilém Friso                           |  |  |  |  |  |  |  |                                |
|                            |                                      |  |                                     |                                           |  |  |  |  |  |  |  |                                |
|                            | Amálie Nasavsko-Dietzská             |  |                                     |                                           |  |  |  |  |  |  |  |                                |
|                            |                                      |  |                                     |                                           |  |  |  |  |  |  |  |                                |
|                            |                                      |  |                                     | Marie Luisa Hesensko-Kasselská            |  |  |  |  |  |  |  |                                |
|                            |                                      |  |                                     |                                           |  |  |  |  |  |  |  |                                |
|                            | Karel Ludvík Bádenský                |  |                                     |                                           |  |  |  |  |  |  |  |                                |
|                            |                                      |  |                                     |                                           |  |  |  |  |  |  |  |                                |
|                            |                                      |  |                                     | Arnošt Ludvík Hesensko-Darmstadtský       |  |  |  |  |  |  |  |                                |
|                            |                                      |  |                                     |                                           |  |  |  |  |  |  |  |                                |
|                            | Ludvík VIII. Hesensko-Darmstadtský   |  |                                     |                                           |  |  |  |  |  |  |  |                                |
|                            |                                      |  |                                     |                                           |  |  |  |  |  |  |  |                                |
|                            |                                      |  |                                     | Dorotea Šarlota Braniborsko-Ansbašská     |  |  |  |  |  |  |  |                                |
|                            |                                      |  |                                     |                                           |  |  |  |  |  |  |  |                                |
|                            | Karolína Luisa Hesensko-Darmstadtská |  |                                     |                                           |  |  |  |  |  |  |  |                                |
|                            |                                      |  |                                     |                                           |  |  |  |  |  |  |  |                                |
|                            |                                      |  |                                     | Jan Reinhard III. Hanau-Lichtenberský     |  |  |  |  |  |  |  |                                |
|                            |                                      |  |                                     |                                           |  |  |  |  |  |  |  |                                |
|                            | Šarlota z Hanau-Lichtenbergu         |  |                                     |                                           |  |  |  |  |  |  |  |                                |
|                            |                                      |  |                                     |                                           |  |  |  |  |  |  |  |                                |
|                            |                                      |  |                                     | Dorotea Frederika Braniborsko-Ansbašská   |  |  |  |  |  |  |  |                                |
|                            |                                      |  |                                     |                                           |  |  |  |  |  |  |  |                                |
| Frederika Dorotea Bádenská |                                      |  |                                     |                                           |  |  |  |  |  |  |  |                                |
|                            |                                      |  |                                     |                                           |  |  |  |  |  |  |  |                                |
|                            |                                      |  | Arnošt Ludvík Hesensko-Darmstadtský |                                           |  |  |  |  |  |  |  |                                |
|                            |                                      |  |                                     |                                           |  |  |  |  |  |  |  |                                |
|                            | Ludvík VIII. Hesensko-Darmstadtský   |  |                                     |                                           |  |  |  |  |  |  |  |                                |
|                            |                                      |  |                                     |                                           |  |  |  |  |  |  |  |                                |
|                            |                                      |  |                                     | Dorotea Šarlota Braniborsko-Ansbašská     |  |  |  |  |  |  |  |                                |
|                            |                                      |  |                                     |                                           |  |  |  |  |  |  |  |                                |
|                            | Ludvík IX. Hesensko-Darmstadtský     |  |                                     |                                           |  |  |  |  |  |  |  |                                |
|                            |                                      |  |                                     |                                           |  |  |  |  |  |  |  |                                |
|                            |                                      |  |                                     | Jan Reinhard III. z Hanau-Lichtenbergu    |  |  |  |  |  |  |  |                                |
|                            |                                      |  |                                     |                                           |  |  |  |  |  |  |  |                                |
|                            | Šarlota z Hanau-Lichtenbergu         |  |                                     |                                           |  |  |  |  |  |  |  |                                |
|                            |                                      |  |                                     |                                           |  |  |  |  |  |  |  |                                |
|                            |                                      |  |                                     | Dorotea Frederika Braniborsko-Ansbašská   |  |  |  |  |  |  |  |                                |
|                            |                                      |  |                                     |                                           |  |  |  |  |  |  |  |                                |
|                            | Amálie Hesensko-Darmstadtská         |  |                                     |                                           |  |  |  |  |  |  |  |                                |
|                            |                                      |  |                                     |                                           |  |  |  |  |  |  |  |                                |
|                            |                                      |  |                                     | Kristián II. Zweibrückensko-Birkenfeldský |  |  |  |  |  |  |  |                                |
|                            |                                      |  |                                     |                                           |  |  |  |  |  |  |  |                                |
|                            | Kristián III. Falcko-Zweibrückenský  |  |                                     |                                           |  |  |  |  |  |  |  |                                |
|                            |                                      |  |                                     |                                           |  |  |  |  |  |  |  |                                |
|                            |                                      |  |                                     | Kateřina Agáta Rappoltsteinská            |  |  |  |  |  |  |  |                                |
|                            |                                      |  |                                     |                                           |  |  |  |  |  |  |  |                                |
|                            | Karolína Falcko-Zweibrückenská       |  |                                     |                                           |  |  |  |  |  |  |  |                                |
|                            |                                      |  |                                     |                                           |  |  |  |  |  |  |  |                                |
|                            |                                      |  |                                     | Ludvík Crato Nasavsko-Saarbrückenský      |  |  |  |  |  |  |  |                                |
|                            |                                      |  |                                     |                                           |  |  |  |  |  |  |  |                                |
|                            | Karolína Nasavsko-Saarbrückenská     |  |                                     |                                           |  |  |  |  |  |  |  |                                |
|                            |                                      |  |                                     |                                           |  |  |  |  |  |  |  |                                |
|                            |                                      |  |                                     | Filipína Henrieta z Hohenlohe-Langenburg  |  |  |  |  |  |  |  |                                |
|                            |                                      |  |                                     |                                           |  |  |  |  |  |  |  |                                |

## Odkaz
Na počest královny Frederiky Dorotey byly nazvány laponské obce na severozápadě Švédska – Fredrika, Dorotea a Vilhelmina.